# 紗那村

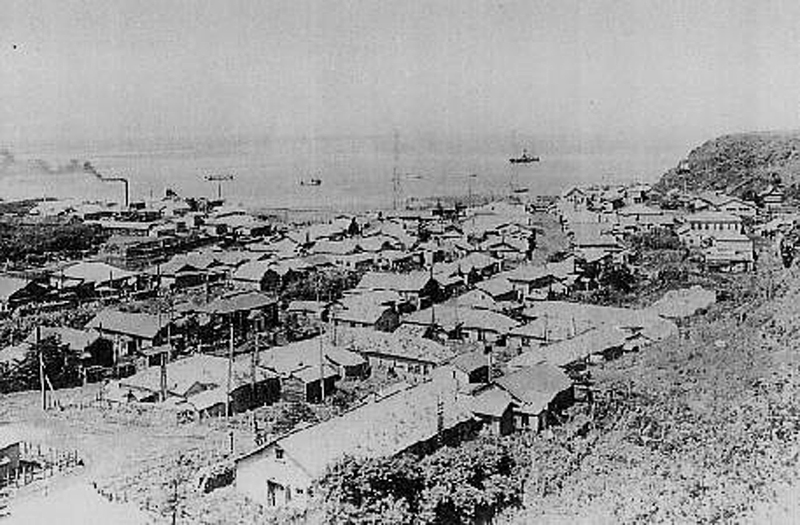
擇捉島的紗那村（1945年）

紗那村（日语：／ Shana mura */?）位於北方四島（南千島群島）的擇捉島中部區域。但在1945年二次大戰後遭蘇聯佔領，現實際上為俄羅斯所統治，行政區劃屬於遠東聯邦管區萨哈林州。但因日本至今仍然主張擁有主權，故在北海道根室振兴局下仍設有此行政區劃的建制，但並無任何實際上的運作。村名源自阿伊努語的「san-nay」，意思是向海流去的河川。
在蘇聯統治後，改名為庫里爾斯克（Курильск），意思為「千島的城鎮」。

## 沿革
- 1923年：紗那村、有萌村、別飛村合併為紗那村，成為北海道二級村。[2]
- 1945年8月29日：被蘇聯佔領，村镇名称改名為庫里爾斯克。
- 2002年时，人口为2,233人。周边区域多被划定为自然保护区。
- 2003年，俄罗斯政府在库里尔斯克附近建设了跑道长度1,500米的机场。